# NGC 7593
NGC 7593 is een spiraalvormig sterrenstelsel in het sterrenbeeld Pegasus. Het hemelobject werd op 5 oktober 1864 ontdekt door de Duitse astronoom Albert Marth.

## Synoniemen
- UGC 12483
- MCG 2-59-20
- ZWG 431.35
- KUG 2315+110
- IRAS 23154+1104
- PGC 70981